# Luc Besson
Luc Paul Maurice Besson (Pariz, 18. ožujka 1959.) je francuski filmski redatelj, scenarist i producent.

## Komercijalni uspjeh
Film Subway s Christopherom Lambertom i Isabelle Adjani bio je njegov komercijalni prvijenac. Slijedilo je Veliko plavetnilo s Jeanom Renoom i glazbom Erica Serre.

## Filmografija (kao redatelj)
- Posljednja bitka (Le Dernier Combat - 1983.)
- Subway (1985.)
- Veliko plavetnilo (Le Grand bleu - 1988.)
- Nikita (1990.)
- Atlantis (1991.)
- Léon (1994.)
- Peti element (The Fifth Element - 1997.)
- Ivana Orleanska (The Messenger: The Story of Joan of Arc - 1999.)
- Angel-A (2005.)
- Arthur u zemlji Minimoya (2006.)